# سیلون بوله
سیلون بوله (فرانسوی: Sylvain Bolay‎؛ زادهٔ ۳۱ اکتبر ۱۹۶۳) دوچرخه‌سوار اهل فرانسه است.